# 高千穂遙
高千穂 遙（たかちほ はるか、1951年11月7日 -）は、日本の小説家（SF作家）、脚本家、漫画原作者。男性。自転車通勤・自転車通学コミック「じてつう」原作者としては小田原浩二を名乗る。愛知県名古屋市生まれ。本名は竹川公訓（たけかわ きみよし）。

## 概要
スタジオぬえを主催して日本にSFアートを定着させたことや、作家として日本初の本格的なスペースオペラ作品を書いたことで知られる。また、『美獣』は日本初の本格的ヒロイック・ファンタジーで、栗本薫を刺激して『グイン・サーガ』を執筆させることとなった。
2007年10月から2009年10月まで日本SF作家クラブの会長を務め、あわせて日本SF評論賞の審査員も務めていた。2023年4月現在は、日本SF作家クラブの会員名簿に名前がない。

## 略歴
実家は注文紳士服店。友人の和田慎二からインバネスコートが欲しいのに入手困難であると聞かされ、父親に作らせて贈ったこともある。
愛知県立名古屋西高等学校時代は漫画家志望だった。
大学在学中の1970年に、松崎健一を会長として発足したSFアートのファングループ「SFセントラルアート」の創立に参加。
- 1972年、有限会社クリスタルアートスタジオ（のちのスタジオぬえ）を設立し、初代代表に。アニメーションの企画・脚本を担当。
- 1975年、法政大学社会学部卒業。
- 1976年、「SFセントラルアート」の主催で、第15回日本SF大会（TOKON6）を開催。
- 1977年『クラッシャージョウ 連帯惑星ピザンの危機』で作家デビュー。
- 1980年『ダーティペアの大冒険』で星雲賞（日本短篇部門）受賞[4]。
- 1986年『ダーティペアの大逆転』で星雲賞（日本長編部門）受賞[4]。

### 人柄・エピソード
- 永井豪のファンクラブの初代事務局長であった。同じく初期メンバーだった団龍彦と共にダイナミック・プロに出入りし、永井の話相手になっていたが、当の永井自身はプロレス観戦などでチケットから呑み代までたかられていたと『激マン!デビルマン編』で明かされている。
- 元来、SFアートを手がけていたこともあり、SF小説におけるヴィジュアル面の重要性を活動初期から強く認識しており、『クラッシャージョウ』『ダーティペア』の表紙には、自らの希望で当時アニメーターだった安彦良和を起用している。
- 『めざめてMic』（作画：瑞原芽理）、『サザンクロスキッド』（作画：石川賢）、『サルタン防衛隊』（作画：高寺彰彦）、『銀河拳獣無宿伝リュウ』（作画：服部健吾）など漫画原作も多数手掛けている。
- 歯に衣着せぬ強気のSF論客としても知られ、1980年代前半にSFファンの間で多用された『SFマインド』という概念を語る際には、その時代の代表的な人物として避けては通れない人物である。ただし、この際には当時の若手・中堅世代における守旧派のSF論客の代表的な存在としてであり、高千穂がコラムなどで展開した主張は『機動戦士ガンダム』や『宇宙戦艦ヤマト』などの諸作品でSF論争が広がる一因にもなった。この際に用いられた「○○（作品名）はSFではない」という断定的かつ攻撃的な論調でも知られる。また、当時「SFまんが」の第一人者として一般大衆から認知されていた松本零士について、松本が編集顧問を務めたムック『SFファンタジア 6 マンガ編』において「SF漫画家としては噴飯物」とこきおろしている。
- 1980年代に富野由悠季と行った対談の冒頭で「OUTに文章を書くと、ファンにやたらと"富野さんをいじめないで"といわれるよ。さすがにカミソリは来ないけど…(笑)」と述べている[5]。
- SF以外にも格闘技・プロレスに造詣が深く、そのペンネームはプロレスラーのザ・グレート・カブキがかつて名乗っていたリングネーム高千穂明久と、同じくプロレスラーの永源遙から採ったものである。代表作の一つ『ダーティペア』のネーミングは人気女子プロレスラーのビューティ・ペアから、所属組織WWWAの名称も全日本女子プロレスが管理する選手権の名称から採られている。この他、『無敵超人ザンボット3』の悪役、「キラー・ザ・ブッチャー」のキャラクター原案とネーミングも行った。アニメ『闘将ダイモス』では、主役ロボットの武器である三節棍やトンファーなどの作画指導として、自らが演武を行っている。
- パソコンで執筆する作家にはワープロ派とエディタ派がいたが、エディタ派で、VZ Editorのユーザとしても有名で、多くのプログラマ達とともに「VZ倶楽部」に筆を寄せている。
- 草創期のパソコン通信にも興味を持ち、『月刊アスキー』でも長い間連載を行っていた。連載の中で、ペンネームの「遙」は二点之繞が正しいのだが、彼の執筆環境であるEPSON PCシリーズで入力した文字を、JIS83字形に対応していないPC-9800シリーズで表示させると、文字が存在しないことを表す「■」（通称：トウフ[6]）が表示されてしまい、「高千穂■」（たかちほトウフ）になってしまったというエピソードを紹介している。同様に購入した機器が悉く不良品に当たったことも多く、CDアルバム『ダーティペア FLASH ユリ&ケイ 天使の休息』のドラマパートでネタにされている。
- 1990年代前半頃、角川書店が運営する『コンプティークBBS』という草の根BBSで「茶房てくにか」という架空の喫茶店を主催し、そこでは「おぢさん」というハンドルネームを用いていた（新井素子をパソコン通信に誘ったのは高千穂であり、新井の著書『もとちゃんの夢日記』は「てくにか」で発言した内容を本にしたものである）。現在「てくにか」はメーリングリストにて運営されている。
- 趣味人としても有名で、一つ事に凝るとそれを追求するタイプである。スキーやバイク、パソコン、ロードレーサーなどを趣味にしている。毎日、多摩川沿いを往復50km走っているという。昔はスリムな感じであったのが、徐々にスポーツマンタイプの小太りという感じに変化していたが、頸の怪我でヘルメットをかぶれなくなりバイクとスキーを断念して後、中年太りという感じになっていた。一念発起してダイエットに挑戦、非常にスリムになった。
- 趣味の一つである自転車を題材とした小説、「ヒルクライマー」は架空の自転車大会・赤城山ヒルクライムが舞台であるが、小説が好評であったこと、また前橋市が健康増進の企画を練っていた事もあり、赤城山ヒルクライム大会として実現し、今も関東圏で人気の市民レースとなっている。
- 愛車はトレック5500と神金自転車商会（愛好家にはブランド「ペガサス」で知られる）のスポルティーフ。数年前よりマルコ・パンターニのようなスキンヘッドにしている。
- 清水義範は高校の4年先輩にあたる。
- 徳間書店で作品を発表する際、徳間側から「支那服」という表記を止めるよう要請があり、やむなく同意した経験から、創作物に対する言葉狩りには反対する立場をとっている[7]。

## 作品リスト

### 小説
- クラッシャージョウシリーズ

1. 連帯惑星ピザンの危機
2. 撃滅!宇宙海賊の罠
3. 銀河系最後の秘宝
4. 暗黒邪神教の洞窟
5. 銀河帝国への野望
6. 人面魔獣の挑戦
7. 美しき魔王
8. 悪霊都市ククル（上・下）
9. ワームウッドの幻獣
10. ダイロンの聖少女
11. 水の迷宮
12. 美神の狂宴
13. ガブリエルの猟犬

- クラッシャージョウシリーズ 別巻

1. 虹色の地獄
2. ドルロイの嵐 (ソノラマ版では別巻ではなく外伝)
3. コワルスキーの大冒険

- ダーティペアシリーズ
  - ダーティペアの大冒険
  - ダーティペアの大逆転
  - ダーティペアの大乱戦
  - ダーティペアの大脱走
  - ダーティペアの大復活
  - ダーティペアの大征服
  - ダーティペアの大帝国
  - ダーティペアの大跳躍
  - ダーティペア外伝 独裁者の遺産
- ダーティペアFLASHシリーズ
  - ダーティペアFLASH 天使の憂鬱
  - ダーティペアFLASH 2 天使の微笑（ほほえみ）
  - ダーティペアFLASH 3 天使の悪戯（いたずら）
- 神拳 李酔竜シリーズ

1. 夜光珠魔城（角川スニーカー文庫）1997年
2. キーアンの聖杯（角川スニーカー文庫）1997年
3. 無情谷哀歌（角川スニーカー文庫）1998年
4. 薔薇の魔女（角川スニーカー文庫）1998年
5. 麗人雑技団（角川スニーカー文庫）1999年
6. 銀河最強伝説 貪狼篇（角川書店スニーカーブックス）1997年
7. 銀河最強伝説 不死鳥篇（角川書店スニーカーブックス）1999年
8. 銀河最強伝説 蛇蝎篇（角川書店スニーカーブックス）2000年

- 異形三国志シリーズ
  - NORIEが将軍!? 1〜2（富士見ファンタジア文庫）
  - ガモスの魔剣 1〜3（富士見ファンタジア文庫）
- 運び屋サムシリーズ

1. 銀河番外地（徳間文庫→ハルキ文庫）1980年
2. 聖獣の塔（徳間文庫→ハルキ文庫）1983年

- 凶戦士 愛シリーズ

1. 凶戦士 愛（実業之日本社ジョイノベル→角川文庫）1990年
2. 凶戦士 愛 PART2 謀殺教団（実業之日本社ジョイノベル→角川文庫）1990年

- 暗黒拳聖伝|暗黒拳聖伝シリーズ

1. 闇の覇王（祥伝社ノン・ノベル）1988年
2. 沈黙の覇王（祥伝社ノン・ノベル）1990年
3. 幻影の覇王（祥伝社ノン・ノベル）1995年

- ザ・ドラゴンカンフーシリーズ

1. 目覚めし者は竜 - ザ・ドラゴンカンフー（徳間文庫→ハルキ文庫）1986年
2. 魔道神話 - ザ・ドラゴンカンフー 1〜3（トクマノベルス→ハルキ文庫）1986年 - 1990年

- 狼たちの曠野（早川書房→集英社文庫）1981年
- 異世界の勇士（鶴書房SFベストセラーズ→徳間文庫）1979年
- 美獣 -神々の戦士-（上・下）（集英社→集英社文庫）1985年
- 黄金のアポロ（角川書店→角川文庫）1985年
- 夏・風・ライダー（上・下）（角川文庫）1986年
- ヒルクライマー（小学館→小学館文庫）2009年
- ケイリン探偵ゆらち 女流漫画家殺人事件（小学館文庫）2014年
- ペダリング・ハイ（小学館→小学館文庫）2017年
- グランプリ (ハヤカワ文庫JA) 2017年

### 小説以外
- だからバイク大好き! - バイクは男の格闘技（集英社→集英社文庫）1983年
- そのやり方では治る病気も治らない - 驚異の梅津式整体・食事療法（大陸書房）1990年
- 高千穂遙のフリーソフト指南（光栄）1994年
- 自転車で痩せた人（NHK出版、生活人新書）2006年
- 自転車三昧（NHK出版、生活人新書）2008年
- じてんしゃ日記（早川書房、一本木蛮との共著）2012年